# فهرست فرعون‌ها
فرعون لقبی است که برای فرمانروایان مصر باستان، از زمان اتحاد مصر علیا و سفلی توسط نارمر در حدود سال ۳۱۰۰ پیش از میلاد، به کار می‌رفت. اما معاصران آنها تا زمان مرنپتاه از دودمان نوزدهم مصر از عنوان فرعون برای حاکمان مصر استفاده نمی‌کردند. علاوه بر لقب فرعون، نام‌های سلطنتی دیگری نیز توسط شاهان بعدی مصر مورد استفاده قرار گرفت.
مصر، حداقل تا حدودی، توسط فراعنه بومی برای تقریباً ۲۵۰۰ سال اداره شد، تا اینکه در اواخر قرن هشتم قبل از میلاد توسط پادشاهی کوش فتح شد، که حاکمان آن عنوان سنتی فراعنه را در قالب دودمان بیست و پنجم مصر برای خود پذیرفتند. مصر پس از فتح کوشی‌ها و قبل از فتح توسط امپراتوری هخامنشی دوره دیگری از حکومت بومی مستقل را تجربه کرد (دودمان بیست و ششم مصر) که فرمانروایان آن نیز لقب «فرعون» را برای خود برگزیدند. آخرین فرعون بومی مصر نکتانبوس دوم بود که قبل از فتح مصر توسط هخامنشیان برای دومین بار (دودمان سی و یکم مصر) فرعون بود.
حکومت هخامنشیان بر مصر با فتوحات اسکندر مقدونی در سال ۳۳۲ قبل از میلاد به پایان رسید و پس از آن توسط فراعنه هلنی از دودمان بطلمیوسی اداره شد. حکومت آنها و استقلال مصر با تبدیل شدن مصر به استانی از امپراتوری روم در ۳۰ قبل از میلاد به پایان رسید. آگوستوس و امپراتوران بعدی روم زمانی که در مصر بودند تا زمان سلطنت ماکسیمینوس دایا در سال ۳۱۴ میلادی به عنوان فرعون لقب گرفتند.
زمان‌های نوشته شده تقریبی هستند. این فهرست بر پایه بررسی‌های پایگاه داده مصر دیجیتال برای دانشگاه‌ها نوشته شده. این پایگاه داده را موزه مصرشناسی دانشگاه پتری اداره می‌کند. اگر در جایی اطلاعاتی از منبع دیگری آورده شده باشد، نام آن منبع در پانویس نوشته شده‌است.

## فهرست‌های فراعنه مصر
فهرست‌های مدرن فراعنه بر اساس سوابق تاریخی و از جمله فهرست‌های پادشاهان مصر باستان و تاریخ‌های بعدی مانند آگیپتیکای مان‌تو و همچنین شواهد باستان‌شناسی است. دربارهٔ منابع باستانی، مصر شناسان و مورخان به‌طور یکسان خواستار احتیاط در مورد اعتبار، دقت و کامل بودن این منابع هستند که بسیاری از آنها مدت‌ها پس از دوران پادشاهی که گزارش می‌دهند نوشته شده‌است. یک مشکل دیگر این است که فهرست‌های فراعنه باستانی اغلب آسیب دیده، ناسازگار با یکدیگر و/یا گزینشی هستند.
اسامی زیر فهرست‌های پادشاهان باستانی (همراه با سلسله ای که تحت آن ایجاد شده‌اند) شناخته شده هستند:
- مهر استوانه‌ای دن (سلسله اول)؛ بر روی مهر و موم استوانه ای در مقبره دن یافت شد. این فهرست تمام پادشاهان سلسله اول از نارمر تا دن را با نام‌های هوروسی آنها فهرست می‌کند.[۴]
- سنگ پالرمو (دودمان پنجم مصر)؛ بر روی تخته سنگی از جنس بازالت حک شده‌است. امروزه قطعه قطعه شده و ناقص است.
- سنگ نوشته جیزه (دودمان ششم مصر)؛ با جوهر قرمز، سبز و مشکی بر روی سنگ گچ و چوب سدر نوشته شده‌است. بسیار گزینشی است.
- سنگ نوشته سقاره جنوبی (دودمان ششم مصر)؛ بر روی یک تخته سنگی از جنس بازالت سیاه نگاشته شده‌است. بسیار گزینشی است.
- فهرست پادشاهان کارناک (دودمان هجدهم مصر)؛ حک شده بر روی سنگ آهک. بسیار گزینشی است.
- فهرست پادشاهان ابیدوس از ستی یکم (دودمان نوزدهم مصر)؛ حکاکی شده بر سنگ آهک. بسیار مفصل است، اما برخی از پادشاهان دوره نخست میانی مصر و همه پادشاهان دوره دوم میانی مصر حذف شده‌است.
- فهرست پادشاهان ابیدوس از رامسس دوم (سلسله نوزدهم)؛ حکاکی شده بر سنگ آهک. بسیار گزینشی است.
- فهرست پادشاهان رامسیوم (دودمان نوزدهم مصر)؛ حکاکی شده روی سنگ آهک که شامل بیشتر فراعنه پادشاهی جدید تا رامسس دوم است.
- فهرست پادشاهان سقاره (دودمان نوزدهم مصر)؛ حکاکی شده بر روی سنگ آهک. بسیار دقیق است، اما اکثر پادشاهان دودمان یکم مصر به دلایل نامعلوم حذف شده‌اند.
- فهرست پادشاهان تورین (دودمان نوزدهم مصر)؛ با جوهر قرمز و سیاه روی پاپیروس نوشته شده‌است. به احتمال زیاد کامل‌ترین لیست پادشاهان در تاریخ، امروز آسیب دیده‌است.
- فهرست پادشاهان هابو (دودمان بیستم مصر)؛ حکاکی شده بر روی سنگ آهک و بسیار شبیه به لیست پادشاهان رامسیوم است.
- آگپتیکا از مان‌تو (دوره یونان)؛ احتمالاً روی پاپیروس نوشته شده‌است. متن اصلی امروزه گم شده و بسیاری از حکایات منتسب به برخی از فراعنه ساختگی به نظر می‌رسند.

## دوره پیش دودمانی
دوره پیش دودمانی در حدود ۳۱۰۰ قبل از میلاد، زمانی که مصر برای اولین بار در یک پادشاهی واحد متحد شد، به پایان می‌رسد.

### مصر سفلی
مصر سفلی از نظر جغرافیایی شامل مناطق شمال رود نیل و دلتای نیل می‌شود.
لیست زیر ممکن است ناقص باشد:
مصر سفلی از نظر جغرافیایی شامل مناطق شمال رود نیل و دلتای نیل می‌شود.
لیست زیر ممکن است ناقص باشد:
|  | [...]پو     | فقط از طریق سنگ پالرمو شناخته می‌شود.                     | نامشخص                                                |  |     | |                       |  |        |                                                                                      |                        |
|  | سکیو / سکا  | فقط از طریق سنگ پالرمو شناخته می‌شود.                     | نامشخص                                                |  |     | |                       |  |        |                                                                                      |                        |
|  | خیو         | فقط از طریق سنگ پالرمو شناخته می‌شود.                     | نامشخص                                                |  |     | |                       |  |        |                                                                                      |                        |
|  | تیو / تی یو | فقط از طریق سنگ پالرمو شناخته می‌شود.                     | نامشخص                                                |  |     | |                       |  |        |                                                                                      |                        |
|  | تش / تجش    | فقط از طریق سنگ پالرمو شناخته می‌شود.                     | نامشخص                                                |  |     | |                       |  |        |                                                                                      |                        |
|  | نهب         | فقط از طریق سنگ پالرمو شناخته می‌شود.                     | نامشخص                                                |  |     | |                       |  |        |                                                                                      |                        |
|  | وزنر        | فقط از طریق سنگ پالرمو شناخته می‌شود.                     | حدود ۳۳۰۰ قبل از میلاد، یا قبل تر از آن، سلطنت می‌کرد  |  |     | |                       |  |        |                                                                                      |                        |
|  | مخ          | فقط از طریق سنگ پالرمو شناخته می‌شود.                     | نامشخص                                                |  |     | |                       |  |        |                                                                                      |                        |
|  | [...]آ      | فقط از طریق سنگ پالرمو شناخته می‌شود.                     | حدود ۳۳۳۰ قبل از میلاد، یا قبل تر از آن، سلطنت می‌کرد. |  |     | |                       |  |        |                                                                                      |                        |
|  | هیجو هور    | تنها از طریق دو کوزه سفالی از تورا شناخته شده‌است         | در دوران نقاده II؟\|-                                 |  | نهب | تنها از طریق ظروف مکشوف سفالی و سنگی در مقبره‌های نزدیک طرخان، طورا، طرجان و نقاده، شناخته شده‌است. برخی از محققان بر این باورند که این نام همان «نارمر» است که بصورت اشتباه نگاشته شده. | در دوران نقاده II؟\|- |  | هت هور | برخی از محققان بر این باورند که این نام همان «نارمر» است که بصورت اشتباه نگاشته شده. | حدود ۳۲۰۰ پیش از میلاد |
|  | [دو شاهین]  | شاید در مصر علیا نیز حکومت کرده باشد                     | نقاده III (سده ۳۲ (پیش از میلاد))                     |  |     | |                       |  |        |                                                                                      |                        |
|  | واش         | از طریق لوحه نارمر شناخته می‌شود. حدود ۳۱۵۰ پیش از میلاد. | نقاده III                                             |  |     | |                       |  |        |                                                                                      |                        |

### مصر علیا
مصر علیا شامل مناطق جنوبی رود نیل می‌شود که در جنوب مصر سفلی قرار دارد.
در این لیست حاکمان مصر علیا که متعلق به اواخر دوره نقاده III هستند، جمع‌آوری شده‌اند. گاهی این زنجیره شاهان به‌طور غیررسمی به عنوان سلسله ۰۰ نامیده می‌شود:
| نگاره | نام            | توضیحات | سلطنت     |
| ----- | -------------- | --- | --------- |
| —     | آ (?)          | تنها از روی حکاکی کشف شده سال ۲۰۰۴ در صحرای غربی، شناخته شده‌است. در غیر این صورت وجود این حاکم مورد تأیید همه محققان نیست. | نقاده III |
| —     | [حلزون انگشتی] | بسیاری از محققان در وجود او تردید دارند.                                                                                   | نقاده III |
| —     | [ماهی]         | فقط از آثار حدود ۳۳۰۰–۳۲۵۰ قبل از میلاد، که نشان او را دارند، شناخته شده‌است. بسیاری از محققان در وجود او تردید دارند.      | نقاده III |
|       | [فیل]          | حدود ۳۳۰۰ – ۳۲۵۰ قبل از میلاد؛ بسیاری از محققان در وجود او تردید دارند.                                                    | نقاده III |
| —     | [لک لک]]       | بسیاری از محققان در وجود او تردید دارند.                                                                                   | نقاده III |
| —     | [گاو]          | بسیاری از محققان در وجود او تردید دارند.                                                                                   | نقاده III |
| —     | [شاه عقرب یکم] | اولین حاکم مصر علیا. حدود ۳۳۰۰–۳۲۵۰ پیش از میلاد می‌زیست.                                                                   | نقاده III |

### دوره پیش دودمانی: سلسله ۰
به دلیل آنکه این زنجیره از پادشاهان پیش از دودمان اول قرار دارند، به‌طور غیررسمی به عنوان سلسله ۰ نامیده می‌شود.
فهرست این حاکمان پیش دودمانی ممکن است ناقص باشد:
| نگاره | نام        | توضیحات                                                            | تاریخ                  |
| ----- | ---------- | ------------------------------------------------------------------ | ---------------------- |
|       | [تمساح]    | به صورت شنجو خوانده می‌شود؛ وجود او مورد تردید است.                 | حدود ۳۱۷۰ پیش از میلاد |
|       | ایری هور   | موقعیت زمانی صحیح او نامشخص است.                                   | حدود ۳۱۷۰ پیش از میلاد |
|       | کا         | شاید به جای کا، شخن خوانده می‌شود. موقعیت زمانی صحیح او نامشخص است. | حدود ۳۱۷۰ پیش از میلاد |
|       | [عقرب دوم] | به صورت سرقت خوانده می‌شود؛ برخی معتقدند او همان نارمر است.         | حدود ۳۱۷۰ پیش از میلاد |

## دوره آغازین دودمانی
دوره آغازین دودمانی مصر از حدود ۳۱۰۰ تا ۲۶۸۶ قبل از میلاد طول می‌کشد.

### دودمان نخست
دودمان نخست مصر از حدود سال‌های ۳۱۰۰ تا ۲۸۹۰ طول می‌کشد.
| نگاره | نام              | توضیحات | تاریخ                  |
| ----- | ---------------- | --- | ---------------------- |
|       | نارمر / منس      | محققان معتقدند که وی همان منس است که مصر علیا و سفلی را متحد کرد.                                                   | حدود ۳۱۵۰ پیش از میلاد |
|       | هورآها (آتوتیس)  | در یونانی: آتوتیس.                                                                                                  | حدود ۳۱۲۵ پیش از میلاد |
|       | دجر (کینکِنِس)     | بعدها فرضیه ای مطرح شد که مقبره او همان مقبره افسانه ای اوزیریس می‌باشد.                                             | ۵۴ سال                 |
|       | دجت (اوئِنفِس)     | — | ۱۰ سال                 |
|       | دن (اوسافایدوس)  | اولین فرعونی که تاج مخصوص سکنترا بر سر گذاشت. نخستین فرعونی که عنوان فرعون مصر علیا و سفلی را برگزید.               | ۴۲ سال                 |
|       | آنجیب (می‌یِبیدوس) | در زبان یونانی: می‌یِبیدوس. نشانه پادشاهی جدیدی ابداع کرد.                                                            | ۱۰ سال                 |
|       | سمرخت (سِمِمپسیس)  | در یونانی: سِمِمپسیس. اولین فرمانروای مصری با نام کامل سلطنتی. تاریخ کامل سلطنت او بر روی سنگ نبشته قاهره حفظ شده‌است. | ۸۱⁄۲ سال               |
|       | قاعا (بی‌ینیخس)   | در یونانی: بی‌ینیخس. حکومت او بسیار طولانی بود. آرامگاه او آخرین مقبره با قبرهای فرعی است.                           | ۳۴ سال                 |
|       | سنِفِرکا           | سلطنت او بسیار کوتاه بود. موقعیت زمانی صحیح او ناشناخته است.                                                        | حدود ۲۹۰۰ پیش از میلاد |
|       | [پرنده هوروس]    | سلطنت او بسیار کوتاه بود. موقعیت زمانی صحیح او ناشناخته است.                                                        | حدود ۲۹۰۰ پیش از میلاد |

### دودمان دوم
فرمانروایان دودمان دوم میان سال‌های ۲۶۸۶–۲۸۹۰ پیش از میلاد فرمانروایی کردند:
| نگاره | نام                    | توضیحات | تاریخ                             |
| ----- | ---------------------- | --- | --------------------------------- |
|       | هوتپ سخموی (بوئتوس)    | مانتو نام او را بوئتوس می‌گذارد و ادعا می‌کند که در زمان این فرمانروا زلزله‌ای شدید جان بسیاری از مردم را گرفت.                                                                                                  | ۱۵ سال                            |
|       | رانب (کایه‌خوس)         | در یونانی: کایه‌خوس. اولین فرعونی که از نماد خورشید در عنوان سلطنتی اش استفاده کرد. ممکن است با ونگ یکسان باشد.                                                                                                | ۱۴ سال                            |
|       | نینت جر (بینوتریس)     | در یونانی: بینوتریس. ممکن است مصر را بین جانشینان خود تقسیم کرده باشد، گفته می‌شود که به زنان اجازه داد تا مانند فراعنه حکومت کنند.                                                                            | ۴۳–۴۵ سال                         |
|       | ونگ (اوگوتلاس / تلاس)  | در یونانی: اوگوتلاس / تلاس. می‌تواند همان سخمیب یا رانب یا یک حاکم جدا باشد. | حدود ۲۷۴۰ پیش از میلاد            |
|       | سنج (سِتِنِس)             | در یونانی: سِتِنِس. احتمالاً همان شخص ست پریبسن است. با این حال، این قضیه بین محققان بسیار مورد مناقشه است. | ۴۷ سال (ظاهرا)                    |
|       | ست پریبسن              | او به جای نام هوروس، از نام ست در عنوان سلطنتی خود استفاده کرد. او پرستش خدای خورشید را در مصر ترویج کرد و از اختیارات مقامات، خره‌سالاران کاست. برخی از محققان معتقدند که او بر نیمی از مصر حکومت می‌کرد.      | نامشخص                            |
|       | سخمیب                  | ممکن است همان ست پریبسن باشد. | حدود ۲۷۲۰ پیش از میلاد            |
|       | نفرکارع یکم (نیفرشِریس) | در یونانی: نیفرشِریس. وجود او تنها از طریق فهرست‌های پادشاهان در رامساید شناخته شده‌است، که از نظر باستان‌شناسی تأیید نشده‌است.                                                                                    | ۲۵ سال (طبق گفته مان‌تو)           |
|       | نفرکاسوکار (سه‌سُشریس)   | در یونانی: سه‌سُشریس. وجود او تنها از طریق فهرست‌های پادشاهان در رامساید شناخته شده‌است، که از نظر باستان‌شناسی تأیید نشده‌است. افسانه‌های قدیمی مصری ادعا می‌کنند که این حاکم مصر را از خشکسالی طولانی مدت نجات داد. | ۸ سال                             |
|       | هوجفای یکم             | نام او تنها از فهرست‌های پادشاهان رامساید شناخته می‌شود. نقل قولی به این نکته اشاره می‌کند که نام اصلی پادشاه قبل از نگارش فهرست رامساید گم شده بود.                                                             | ۱۱ سال (طبق فهرست پادشاهان تورین) |
|       | خسه‌خموی (چِنِریس)        | در یونانی: چِنِریس. ممکن است مصر را پس از یک دوره تفرقه، دوباره متحد کرده باشد. او نام سلطنتی منحصر به فردی دارد که در آن هم از هوروس و هم ست استفاده کرده‌است.                                                  | ۱۸ سال                            |

## پادشاهی کهن
پادشاهی کهن دوره‌ای از تاریخ مصر در هزاره سوم پیش از میلاد است که در آن مصر نخستین پیشرفت‌های عظیم خود در زمینه تمدن و شهرسازی را تجربه کرد. این دوره در بر گیرنده دودمان سوم تا دودمان ششم (۲۱۸۱–۲۶۸۶ پ. م) است. این دوران پس از خود دوره‌ای از هرج و مرج، از هم گسیختگی، و افول فرهنگی را تجربه کرد که مصرشناسان به آن دوره نخست میانی - یا آنگونه که مصریان نوشته‌اند «دوره نخست بیماری» - می‌گویند.
پایتخت مصر در دوره پادشاهی کهن شهر ممفیس بود؛ جایی که فرعون جوزر در آن دستگاه فرمانروایی خود را برپا کرد. این دوره اما بیشتر به خاطر ساخته شدن تعداد زیادی هرمهای بزرگ و کوچک در آن شناخته شده‌است. به همین دلیل، پادشاهی کهن را «عصر اهرام» نیز می‌نامند.

### دودمان سوم
دودمان سوم از سال ۲۶۱۳ تا ۲۶۸۶ پیش از میلاد برپا بود.
| نام    | توضیح                                   | تاریخ(پ. م)                                                   |
| ------ | --------------------------------------- | ------------------------------------------------------------- |
| جوزر   | هرم پلکانی را با کمک وزیرش ایمهوتپ ساخت | ۲۶۶۸–۲۶۴۹، بررسی‌های رادیوکربنی تاریخ ۲۶۹۱–۲۶۲۵ را نشان می‌دهند |
| سخم‌خت  | -                                       | ۲۶۴۹–۲۶۴۳                                                     |
| ساناخت | -                                       | ۲۶۸۶–۲۶۶۸                                                     |
| خبا    | -                                       | ۲۶۴۳–۲۶۳۷                                                     |
| هونی   | -                                       | ۲۶۳۷–۲۶۱۳                                                     |

### دودمان چهارم
دودمان چهارم از سال ۲۶۱۳ تا ۲۴۹۸ فرمانروایی کرد. هرم‌های بزرگی چون مجموعه اهرام جیزه در این دوره ساخته شدند.
| نام     | توضیح | تاریخ (پ. م) |
| ------- | --- | ------------ |
| سنفرو   | او هرم خمیده را ساخت؛ هرمی که در میانه خود با تغییر زاویه همراه می‌شود. او را همچنین سازنده نخستین "هرم واقعی" در تاریخ مصر می‌دانند. | ۲۶۱۳–۲۵۸۹    |
| خوفو    | او که در یونانی به نام خئوپس شناخته می‌شود، سازنده هرم بزرگ جیزه است.                                                                | ۲۵۸۹–۲۵۶۶    |
| جدفرع   | - | ۲۵۶۶–۲۵۵۸    |
| خفرع    | او سازنده ابوالهول بزرگ جیزه است و هرمی که در جیزه ساخته دومین هرم بزرگ در آن منطقه است                                             | ۲۵۵۸–۲۵۳۲    |
| منکورع  | هرم او در میان اهرام سه‌گانه جیزه سومین هرم و کوچکترین آن‌ها است                                                                      | ۲۵۳۲–۲۵۰۳    |
| شپ‌سسکاف | - | ۲۵۰۳–۲۴۹۸    |

### دودمان پنجم
دودمان پنجم مصر از سال ۲۳۴۵ تا ۲۴۹۸ فرمانروایی کرد.
| نام             | توضیح                                      | تاریخ (پ. م) |
| --------------- | ------------------------------------------ | ------------ |
| اوسرکاف         | در هرم خود در سقاره به خاک سپرده شده       | ۲۴۹۸–۲۴۹۱    |
| ساحورع          | او گورستان پادشاهی را به ابو صیر منتقل کرد | ۲۴۹۰–۲۴۷۷    |
| نفریرکارع کاکای | -                                          | ۲۴۷۷–۲۴۶۷    |
| شپسس‌کارع        | -                                          | ۲۴۶۷–۲۴۶۰    |
| نفرفرع          | -                                          | ۲۴۶۰–۲۴۲۵    |
| نیوسررع         | -                                          | ۲۴۲۵–۲۴۲۲    |
| منکاوحور کایو   | -                                          | ۲۴۲۲–۲۴۱۴    |
| جدکارع          | -                                          | ۲۴۱۴–۲۳۷۵    |
| اوناس           | -                                          | ۲۳۷۵–۲۳۴۵    |

### دودمان ششم
دودمان ششم میان سال‌های ۲۱۸۱ تا ۲۳۴۵ پیش از میلاد فرمانروایی می‌کرد:
| نام        | توضیح                                                          | تاریخ (پ. م) |
| ---------- | -------------------------------------------------------------- | ------------ |
| تتی        |                                                                | ۲۳۴۵–۲۳۳۳    |
| اوسرکارع   |                                                                | ۲۳۳۳–۲۳۳۲    |
| پپی یکم    | -                                                              | ۲۳۳۲–۲۲۸۳    |
| مرنرع یکم  | -                                                              | ۲۲۸۳–۲۲۷۸    |
| پپی دوم    | -                                                              | ۲۲۷۸–۲۱۸۴    |
| نفرکا      | در دوران پپی دوم فرمانروایی می‌کرد، به گمانی پسرش بوده          | ۲۲۰۰–۲۱۹۹    |
| نفر        | بر پایه فهرست تورین دو سال و یک ماه و یک روز پادشاهی کرد       | ۲۱۹۷–۲۱۹۳    |
| آیا        | بر پایه فهرست تورین ۴ سال و ۲ ماه پادشاهی کرد                  | ۲۱۹۳–۲۱۷۶    |
| مرنرع دوم  | پسر پپی که به نوشته فهرست تورین تنها برای ۱ سال فرمانروایی کرد | ۲۱۸۴         |
| سیپتاه یکم |                                                                | ۲۱۸۴–۲۱۸۲    |

## دوره نخست میانی
دوره نخست میانی (۱۱۹۱–۲۱۸۱ پ. م) دوره‌ای است که از پایان پادشاهی کهن تا آغاز پادشاهی میانه ادامه داشت و در آن یکپارچگی مصر فرو پاشید و فرمانروایان محلی هر یک ادعای استقلال کردند.
در نزدیکی سال ۲۱۶۰ پ.م. تعدادی از شاهان در مصر سفلی تلاش داشتند تا مصر را با مرکزیت هراکلئوپولیس یکپارچه کنند. این تلاش‌ها در هنگامی بود که خط دیگری از فرعون‌ها در مصر علیا، که در تبس فرمانروایی می‌کردند، همین هدف را در ذهن می‌پروراندند. از این رو برخورد این دو گروه اجتناب‌ناپذیر بود.
در ۲۰۵۵ پ.م. یکی از نوادگان فرعون اینتف سوم توانست شاهان هراکلئوپولیس را شکست دهد و دو سرزمین را بار دیگر یکپارچه کند. از این رو منتوهوتپ دوم بنیان‌گذار دودمان یازدهم و نخستین فرعون پادشاهی میانه گشت.

### دودمان هفتم
دودمان هفتم از ۲۱۸۱ تا ۲۱۶۰ پیش از میلاد در ممفیس فرمانروایی کردند.
| نام          | توضیح                                                                                  |
| ------------ | -------------------------------------------------------------------------------------- |
| نچرکارع      | احتمال دارد که این شخص همان نیتوکریس بوده باشد که در این صورت به دودمان ششم تعلق دارد. |
| منکارع       | -                                                                                      |
| نفرکارع دوم  | -                                                                                      |
| نفرکارع نبی  | -                                                                                      |
| جدکارع شمای  | -                                                                                      |
| نفرکارع خندو | -                                                                                      |
| مرنهور       | -                                                                                      |
| نفرکامین     | -                                                                                      |
| نیکارع       | -                                                                                      |
| نفرکارع تررو | -                                                                                      |
| نفرکاهور     | -                                                                                      |

### دودمان هشتم
دودمان هشتم از ۲۱۸۱ تا ۲۱۶۰ پیش از میلاد در ممفیس فرمانروایی کردند.
| نام            | توضیح                                                |
| -------------- | ---------------------------------------------------- |
| نفرکارع پپیسنب | -                                                    |
| نفرکامین آنو   | -                                                    |
| قاکارع ایبی    | -                                                    |
| نفرکورع دوم    | طبق فهرست تورین چهار سال و دو ماه پادشاهی کرد        |
| نفرکوهور       | طبق فهرست تورین دو سال و یک ماه و یک روز پادشاهی کرد |
| نفریرکارع      | طبق فهرست تورین یک سال و نیم پادشاهی کرد             |

### دودمان نهم
دودمان نهم از ۲۱۶۰ تا ۲۱۳۰ پیش از میلاد در هراکلئوپولیس فرمانروایی می‌کرد. فهرست تورین نام ۱۸ پادشاه دو دودمان نهم و دهم را ذکر کرده. از این میان ۱۲ نام گم شده‌اند و ۴ تا بخشی‌شان سالم مانده.
| نام          | توضیح                                             | تاریخ    |
| ------------ | ------------------------------------------------- | -------- |
| —            | مان‌تو می‌نویسد که آختوئس این دودمان را بنیان گذاشت | ۲۱۶۰ تا؟ |
| —            | -                                                 |          |
| نفرکارع سوم  | -                                                 |          |
| ختی          | -                                                 |          |
| سِنِنح یا سِتوت | -                                                 |          |
| —            | -                                                 |          |
| مریبرع ختی   | -                                                 |          |
| شِد—          | -                                                 |          |
| ح—           | -                                                 |          |

### دودمان دهم
دودمان دهم دودمانی محلی در مصر سفلی بود که از ۲۱۳۰ تا ۲۰۴۰ پیش از میلاد فرمانروایی می‌کرد.
| نام                  | توضیح | تاریخ    |
| -------------------- | ----- | -------- |
| مریهاثور             | -     | ۲۱۳۰ تا؟ |
| نفرکارع چهارم        | -     |          |
| وانکارع (آختوئس سوم) | -     |          |
| مریکارع              | -     | تا ۲۰۴۰؟ |

### دودمان یازدهم
دودمان یازدهم دودمانی محلی با ریشه‌های علیایی داشت که از ۲۱۳۴ تا ۱۹۹۱ پیش از میلاد فرمانروایی می‌کرد.
| نام          | توضیح | تاریخ     |
| ------------ | ----- | --------- |
| منتوحوتپ یکم | -     |           |
| اینتف یکم    | -     | ۲۱۳۴–۲۱۱۷ |
| اینتف دوم    | -     | ۲۱۱۷–۲۰۶۹ |
| اینتف سوم    | -     | ۲۰۶۹–۲۰۶۰ |

## پادشاهی میانه
پادشاهی میانه (۲۰۶۰ - ۱۸۰۲ پ. م) دوره‌ای است میان پایان دوره نخست میانی تا آغاز دوره دوم میانی. علاوه بر دودمان دوازدهم، بخشی از دودمان یازدهم نیز در این بازه تاریخی قرار می‌گیرد؛ بازه‌ای که به خاطر افزایش داد و ستد کالا در مصر با کشورهای خارجی شهرت دارد. این داد و ستد البته باعث نفوذ تدریجی هیکسوسها به مصر از راه مرزهای شمالی گشت و تصرف مناطق شمالی مصر توسط آن‌ها و آغاز دوره دوم میانی را در پی داشت.

### ادامه دودمان یازدهم
| نام            | توضیح                                                    | تاریخ     |
| -------------- | -------------------------------------------------------- | --------- |
| منتوحوتپ دوم   | با تصرف همه مناطق مصر در سال ۲۰۴۰، پادشاهی میانه آغاز شد | ۲۰۶۰–۲۰۱۰ |
| منتوحوتپ سوم   | -                                                        | ۲۰۱۰–۱۹۹۸ |
| منتوحوتپ چهارم | -                                                        | ۱۹۹۷–۱۹۹۱ |

### دودمان دوازدهم
دودمان دوازدهم میان سال‌های ۱۹۹۱-۱۸۰۲ پیش از میلاد فرمانروایی می‌کرد و توسط مصریان پس از خود به عنوان یکی از پرشکوه‌ترین دودمان‌هایشان معرفی شد.
| نام           | توضیح                               | تاریخ     |
| ------------- | ----------------------------------- | --------- |
| آمنمهات یکم   |                                     | ۱۹۹۱–۱۹۶۲ |
| سنوسرت یکم    | -                                   | ۱۹۷۱–۱۹۲۶ |
| آمنمهات دوم   | -                                   | ۱۹۲۹–۱۸۹۵ |
| سنوسرت دوم    | -                                   | ۱۸۹۷–۱۸۷۸ |
| سنوسرت سوم    | قدرتمندترین فرمانروای پادشاهی میانه | ۱۸۷۸–۱۸۶۰ |
| آمنمهات سوم   | -                                   | ۱۸۶۰–۱۸۱۵ |
| آمنمهات چهارم | -                                   | ۱۸۱۵–۱۸۰۷ |
| سوبک‌نفرو      | از معدود شهبانویان مصر              | ۱۸۰۷–۱۸۰۲ |

## دوره دوم میانی
دوره دوم میانی (۱۸۰۲ - ۱۵۵۰ پ. م) دوره‌ای از ناآرامی و نبود یکپارچگی در مصر است که میان دو دوره پادشاهی میانه و پادشاهی نوین قرار گفته. در این هنگام هیکسوس‌ها، که فرمانروایی‌هایشان دودمان‌های پانزدهم و شانزدهم را تشکیل می‌دهند، بخش شمالی مصر را در اختیار خود گرفته بودند.
دودمان سیزدهم بسیار ضعیف‌تر از دودمان دوازدهم بود و توانایی نگهداری کنترل خود بر همه مصر را نداشت. خاندان محلی حاکم بر خاسو، در زمین‌های مردابی غرب دلتا، رابطه خود با حکومت محلی را گسستند و دودمان چهاردهم را پدیدآوردند.
هیکسوس‌ها برای نخستین بار در حوالی سال ۱۷۲۰ پیش از میلاد کنترل شهر اواریس را در دست گرفتند. سالیتیس، بنیان‌گذار دودمان پانزدهم، توانست مناطقی از شمال مصر را در دوره فرمانروایی ددوموسه یکم اشغال کند. در همان هنگام که ممفیس به تصرف هیکسوس‌ها درآمد، خاندان‌های محلی بومی در تبس اعلام استقلال کردند و دودمان هفدهم را بنیان گذاشتند. این دودمان در نهایت به سلطه و حضور هیکسوس در مصر پایان داد و شاهانی چون کاموسه آن‌ها را به آسیا بازگرداندند.

### دودمان سیزدهم
بنا بر گفته مان‌تو، دودمان سیزدهم از ۱۸۰۲ تا ۱۶۴۹ پیش از میلاد برای ۱۵۳ یا ۱۵۴ سال فرمانروایی کرد.
| نام                  | توضیح | تاریخ     |
| -------------------- | ----- | --------- |
| سوبک‌هوتپ دوم یا وگاف | ۴ سال | ۱۸۰۲–۱۷۹۹ |
| آمنمهات پنجم         | -     | ۱۷۹۵–۱۷۹۲ |
| آمنی قماعو           | -     |           |
| هوتپیب‌رع             | -     |           |
| آمنمهات ششم          |       |           |
| سمنکارع              | -     |           |
| سوبک‌هوتپ دوم         | -     |           |
| رنسنب                |       |           |
| هور                  |       |           |
| سجفاکارع             |       |           |
| وگاف                 |       |           |
| خنجر                 |       |           |
| اینتف پنجم           |       |           |
| سوبک‌هوتپ سوم         |       |           |
| نفرهوتپ یکم          |       |           |
| سوبک‌هوتپ چهارم       |       |           |
| سوبک‌هوتپ پنجم        |       |           |
| سوبک‌هوتپ ششم         |       |           |
| وهیب‌رع ایبیو         |       |           |
| مرنفررع ای           |       |           |
| مرهوتپ‌رع اینی        |       |           |
| سانخن‌رع سوجتو        |       |           |

### دودمان چهاردهم
دودمان چهاردهم دودمانی محلی در شرق دلتای نیل به مرکزیت خاسو بود که میان سال‌های ۱۷۰۵ تا ۱۶۹۰ پیش از میلاد فرمانروایی می‌کردند.
| نام       | توضیح | تاریخ |
| --------- | ----- | ----- |
| نهه‌سی     |       | ۱۷۰۵  |
| خاخه‌ره‌رع  | -     |       |
| نبه‌فاورع  | -     | ۱۷۰۴  |
| سهب‌رع؟    | -     |       |
| مرجفارع؟  |       | ۱۶۹۹  |
| سواجکارع؟ | -     |       |
| نبجفارع؟  | -     | ۱۶۹۴  |
| وبنرع؟    |       |       |
| _         |       |       |
| چفارع؟    |       |       |
| وبنرع     |       | ۱۶۹۰  |

موقعیت دو فرعون زیر نامشخص است:
| نام     | توضیح | تاریخ |
| ------- | ----- | ----- |
| ششی     | -     |       |
| یاکوب‌هر | -     |       |

### دودمان پانزدهم
دودمان پانزدهم از میان مردمان هیکسوس برخاست و تسلطی کوتاه‌مدت بر بیشتر منطقه نیل گستراند. این دودمان میان سال‌های ۱۶۷۴ تا ۱۵۳۵ پ. م فرمانروایی می‌کرد.
| نام      | توضیح                          | تاریخ     |
| -------- | ------------------------------ | --------- |
| سالیتیس  | -                              |           |
| سکیر هار | -                              |           |
| خیان     | ۳۰ تا ۴۰ سال فرمانروایی کرد    |           |
| آپوپی    | ۴۰ سال یا بیشتر فرمانروایی کرد |           |
| خامودی   | -                              | ۱۵۵۵–۱۵۴۴ |

### دودمان شانزدهم
دودمان شانزدهم دودمانی محلی در تبس بود که بنا به گفته کیم ریهولت، برای ۸۰ تا ۱۰۰ سال بر بخشی از مصر فرمانروایی می‌کرد.
| نام           | توضیح                                                  | تاریخ |
| ------------- | ------------------------------------------------------ | ----- |
| _             | نام نخستین پادشاه این دودمان در فهرست تورین پاک شده‌است |       |
| چهوتی         | ۳ سال فرمانروایی کرد                                   |       |
| سوبک‌هوتپ هشتم | ۳ سال فرمانروایی کرد                                   |       |
| نفرهوتپ سوم   | ۱ سال یا بیشتر فرمانروایی کرد                          |       |
| منتوهوتپ ششم  | ۱ سال فرمانروایی کرد                                   |       |
| نبیریو یکم    | ۲۶ سال فرمانروایی کرد                                  |       |
| نبیریو دوم    |                                                        |       |
| سمنرع         |                                                        |       |
| ببی‌آنخ        | ۱۲ سال فرمانروایی کرد                                  |       |
| سخم‌رع شدواست  |                                                        |       |

### دودمان هفدهم
دودمان هفدهم در مصر علیا قرار داشت و میان سال‌های ۱۶۵۰ تا ۱۵۵۰ پ. م فرمانروایی کرد. با ظهور شاهانی چون تائو دوم ملقب به تائو شجاع و کاموسه، کارزارهای قدرتمندی برای بیرون راندن «اشغالگران» هیکسوس از مصر آغاز شد و در پایان منجر به برآمدن پادشاهی نوین شد.
| نام                    | توضیح                | تاریخ     |
| ---------------------- | -------------------- | --------- |
| راهوتپ                 |                      | ۱۶۵۰؟     |
| سوبکم‌سف یکم            | ۳ سال فرمانروایی کرد |           |
| اینتف ششم              |                      |           |
| اینتف هفتم             |                      |           |
| سخمرع هروهیرماآت اینتف |                      |           |
| سوبکم‌سف دوم            |                      |           |
| سناختن‌رع اهمسه         |                      | ۱۵۵۸      |
| تائو دوم               |                      | ۱۵۵۸–۱۵۵۴ |
| کاموسه                 |                      | ۱۵۵۴–۱۵۴۹ |

## پادشاهی نوین
پادشاهی نوین (۱۵۵۰–۱۰۷۷ پیش از میلاد) دوره‌ای است که شامل هجدهم، نوزدهم و دودمان بیستم مصر، از قرن شانزدهم تا یازدهم پیش از میلاد، بین دوره میانی دوم و دوره میانی سوم می‌شود.
از طریق تسلط نظامی در خارج از کشور، پادشاهی نوین بیشترین وسعت سرزمینی مصر را دید. تا حد زیادی در نوبیا در جنوب گسترش یافت و قلمروهای وسیعی در خاور نزدیک داشت. ارتش مصر برای کنترل سوریه امروزی با ارتش‌های هیتی‌ها جنگیدند.
سه تا از شناخته شده‌ترین فراعنه پادشاهی نوین آخناتون، همچنین به نام آمنهوتپ چهارم شناخته می‌شود، که پرستش انحصاری آنها از آتون اغلب به عنوان اولین نمونه توحید، تعبیر می‌شود. توت عنخ آمون به دلیل کشف مقبره تقریباً دست نخورده‌اش، و رامسس دوم که تلاش کرد سرزمین‌های اسرائیل/فلسطین، لبنان و سوریه مدرن را بازپس گیرد، شناخته شده‌است. در سلسله هجدهم تسخیر مجدد سوریه توسط او، منجر به نبرد کادش شد، جایی که او ارتش مصر را علیه ارتش موواتالی دوم پادشاه هیتی رهبری کرد.

### دودمان هجدهم
دودمان هجدهم از ۱۵۵۰ تا ۱۲۹۲ پیش از میلاد حکومت کرد:
| Image | نام سلطنتی                        | نام شخصی                            | توضیحات | دوران حکومت |
| ----- | --------------------------------- | ----------------------------------- | --- | --- |
|       | Nebpehtire                        | اهمسه یکم (Ahmosis I)               | برادر و جانشین کاموسه، شمال مصر را از هیکسوس‌ها فتح کرد. | در حدود ۱۵۵۰–۱۵۲۵ پیش از میلاد؛ محدوده تاریخ رادیوکربن برای شروع سلطنت او ۱۵۷۰–۱۵۴۴ پیش از میلاد است که میانگین آن ۱۵۵۷ پیش از میلاد است. |
|       | Djeserkare                        | آمنهوتپ یکم                         | پسر اهمسه یکم. | ۱۵۴۱–۱۵۲۰ پیش از میلاد |
|       | Aakheperkare                      | تحوتموس یکم                         | پدر ناشناس، هرچند احتمالاً آمنهوتپ یکم. مادر او به نام سن‌سنب معروف است. در طول سلطنت خود، وسعت سرزمینی مصر را گسترش داد. | ۱۵۲۰–۱۴۹۲ پ. م |
|       | Aakheperenre                      | تحوتموس دوم                         | پسر تحوتموس یکم. نوه آمنهوتپ یکم از طریق مادرش، موتنوف‌رت. | ۱۴۹۲–۱۴۷۹ پ. م |
|       | Maatkare                          | حتشپسوت                             | دومین فرمانروای زن شناخته شده مصر. ممکن است در اوایل سلطنت، او به‌طور مشترک با برادرزاده‌اش تحوتموس سوم حکومت می‌کرد. معروف به خاطر سفرش به پونت که در معبد مردگان در دیر البحری مستند شده‌است. در دوران اوج قدرت مصر حکومت می‌کرد. دختر تحوتموس یکم و همسر بزرگ برادرش تحوتموس دوم بود. | ۱۴۷۹–۱۴۵۸ پ. م |
|       | Menkheperre                       | تحوتموس سوم                         | پسر تحوتموس دوم. ممکن است به‌طور مشترک با هتشپسوت، عمه و نامادری‌اش، در اوایل سلطنت او حکومت کرده‌است. به دلیل گسترش سرزمینی خود به شام و نوبیا مشهور است. تحت فرمانروایی او، امپراتوری مصر باستان در بیشترین حد خود بود. در دوران اوج قدرت مصر حکومت کرد. او قبل از پایان سلطنت خود، نام و تصویر حتچپسوت را از معابد و بناهای تاریخی محو کرد. | ۱۴۵۸–۱۴۲۵ پ. م |
|       | Aakheperrure                      | آمنهوتپ دوم                         | پسر تحوتموس سوم. در دوران اوج قدرت مصر حکومت کرد. | ۱۴۲۵–۱۴۰۰ پ. م |
|       | Menkheperure                      | تحوتموس چهارم                       | به خاطر Dream Stele خود مشهور است. پسر آمنهوتپ دوم. در دوران اوج قدرت مصر حکومت کرد. | ۱۴۰۰–۱۳۹۰ پ. م |
|       | Nebmaatre                         | آمنهوتپ سوم باشکوه                  | پدر آخناتون و پدربزرگ توت عنخ آمون. در اوج قدرت بر مصر حکومت کرد. معابد و بناهای تاریخی بسیاری از جمله معبد مرده عظیم خود را ساخت. پسر تحوتموس چهارم بود. | ۱۳۹۰–۱۳۵۲ پ. م |
|       | Neferkheperure Waenre             | آمنهوتپ چهارم/آخناتون (Achencheres) | بنیانگذار دوره عمارنه که در آن دین دولتی را از شرک دین مصر باستان به توحیدی آتون‌پرستی تغییر داد که حول محور پرستش آتون، تصویری از قرص خورشید بود. او پایتخت را به آخنآتون منتقل کرد. پسر دوم آمنهوتپ سوم بود. او نام خود را از آمنهوتپ (آمون خشنود است) به آخناتون (مؤثر برای آتون) تغییر داد تا تغییر مذهبش را منعکس کند. | ۱۳۵۲–۱۳۳۶ پ. م |
|       | Ankhkheperure                     | اسمنخ‌کارع                           | در سالهای آخر سلطنت او به‌طور مشترک با آخناتون حکومت کرد. نامعلوم است که آیا اسمنخ‌کارع به حق خود حکومت کرده‌است یا خیر. هویت و حتی جنسیت اسمنخ‌کارع نامشخص است. برخی معتقدند که او احتمالاً پسر آخناتون، احتمالاً همان شخص توت‌آنخ‌آمون بوده‌است. دیگران حدس می‌زنند که اسمنخ‌کارع ممکن است نفرتیتی یا مریتاتن بوده باشد. ممکن است یک فرعون زن به نام نفرنفروآتون جانشین شده باشد یا با آن یکی باشد. | ۱۳۳۵–۱۳۳۴ پ. م |
|       | Ankhkheperure mery Neferkheperure | نفرنفروآتون                         | همان فرمانروایی اسمنخ‌کارع. شواهد باستان‌شناسی مربوط به زنی است که در اواخر دوره عمارنه به عنوان فرعون سلطنت می‌کرد. به احتمال زیاد او نفرتیتی بود. | ۱۳۳۴–۱۳۳۲ پ. م |
|       | Nebkheperure                      | توت‌عنخ‌آتون / توت‌عنخ‌آمون             | معمولاً تصور می‌شود که پسر آخناتون است، به احتمال زیاد مذهب مشرکین مصر باستان را احیا کرد. تغییر نام او از توت‌عنخ‌آتون به توت عنخ آمون نشان دهنده تغییر دین از تک دینی آتون‌پرستی به دین کلاسیک است که آمون یکی از خدای اصلی است. تصور می‌شود که او در حدود هشت یا نه سالگی تاج و تخت را به دست گرفت و در حدود هجده یا نوزده سالگی درگذشت و به او لقب «پسر پسر» را دادند. توت‌عنخ‌آمون یک حاکم ضعیف بود که از مشکلات متعدد سلامتی رنج می‌برد. با این حال، او به دلیل دفن شدن در یک مقبره ظاهری که برای شخص دیگری به نام KV62 در نظر گرفته شده بود، مشهور شد. | ۱۳۳۲–۱۳۲۴ پ. م |
|       | Kheperkheperure                   | آیی دوم                             | وزیر اعظم توت‌عنخ‌آمون و یکی از مقامات مهم در دوران سلطنت آخناتون و اسمنخ‌کارع بود. احتمالاً برادر تیه، همسر بزرگ آمنهوتپ سوم، و همچنین احتمالاً پدر نفرتیتی، همسر بزرگ آخناتون بوده‌است. اعتقاد بر این است که در میان اشراف به دنیا آمده‌است، اما از خاندان سلطنتی نبود. به دلیل نداشتن وارث، جانشین توت‌عنخ‌آمون شد. | ۱۳۲۴–۱۳۲۰ پ. م |
|       | Djeserkheperure Setpenre          | هرمهب                               | متولد به عنوان یک عامی. در طول دوره عمارنه ژنرال بود. تصاویر محو شده از فراعنه عمارنه و تخریب ساختمان‌ها و بناهای تاریخی مرتبط با آنها به دستور وی بوده‌است. با وجود اینکه نخت‌مین وارث مورد نظر آی بود، اما هرمهب موفق شد جانشین آی شود. | ۱۳۲۰–۱۲۹۲ پ. م |

### دودمان نوزدهم
سلسله نوزدهم از ۱۲۹۲ تا ۱۱۸۶ پیش از میلاد حکومت کرد و یکی از بزرگترین فراعنه را شامل می‌شود: رامسس دوم بزرگ.
| Image | نام سلطنتی                       | نام شخصی         | توضیحات | دوران حکومت    |
| ----- | -------------------------------- | ---------------- | --- | -------------- |
|       | Menpehtire                       | رامسس یکم        | از خاندان غیر سلطنتی. به دلیل نداشتن وارث هرمهب، جانشین وی شد. | ۱۲۹۲–۱۲۹۰ پ. م |
|       | Menmaatre                        | ستی یکم          | بخش اعظمی از قلمروهایی را که تحت فرمانروایی آخناتون از دست رفته بود را پس گرفت. | ۱۲۹۰–۱۲۷۹ پ. م |
|       | Usermaatre Setpenre (Ozymandias) | رامسس دوم بزرگ   | به گسترش قلمرو مصر ادامه داد تا اینکه با امپراتوری هیتی در نبرد کادش در سال ۱۲۷۵ پیش از میلاد به بن‌بست رسید و پس از آن پیمان صلح مصر-هیت در سال ۱۲۵۸ پیش از میلاد امضا شد. یکی از طولانی‌ترین دوران سلطنت مصر را داشت. | ۱۲۷۹–۱۲۱۳ پ. م |
|       | Banenre                          | مرنپتاه          | سیزدهمین پسر رامسس دوم. | ۱۲۱۳–۱۲۰۳ پ. م |
|       | Menmire Setpenre                 | آمنمسس           | به احتمال زیاد غاصب تاج و تخت. احتمالاً در مخالفت با ستی دوم حکومت کرده‌است. پسر پیشنهادی مرنپتاه. | ۱۲۰۳–۱۲۰۰ پ. م |
|       | Userkheperure                    | ستی دوم          | پسر مرنپتاه. ممکن است قبل از اینکه بتواند ادعای خود را برای تاج و تخت تثبیت کند، باید بر رقابتی توسط آمنمسس غلبه می‌کرد.                                                                                               | ۱۲۰۳–۱۱۹۷ پ. م |
|       | Sekhaenre / Akhenre              | (مرنپتاه) سیپتاه | احتمالاً پسر ستی دوم یا آمنمسس، در سن جوانی به سلطنت رسید. | ۱۱۹۷–۱۱۹۱ پ. م |
|       | Satre Merenamun                  | تااوسرت          | احتمالاً همسر ستی دوم است. به نام‌های Twosret یا Tawosret نیز شناخته می‌شود. | ۱۱۹۱–۱۱۹۰ پ. م |

### دودمان بیستم
سلسله بیستم از ۱۱۹۰ تا ۱۰۷۷ پیش از میلاد حکومت کردند:
| Image | نام سلطنتی                         | نام شخصی     | توضیحات | دوران حکومت    |
| ----- | ---------------------------------- | ------------ | --- | -------------- |
|       | Userkhaure                         | ست‌ناخت       | ارتباطی با ستی دوم، سیپتاه، یا تااوسرت ندارد. ممکن است تاج و تخت را از تااوسرت غصب کرده باشد. سیپتاه یا تااوسرت را به عنوان حاکمان مشروع به رسمیت نمی‌شناخت. احتمالاً یکی از اعضای خانواده سلطنتی رامسس است. ستناکت نیز نامیده می‌شود. | ۱۱۹۰–۱۱۸۶ پ. م |
|       | Usermaatre Meryamun                | رامسس سوم    | پسر ست‌ناخت. در ۱۱۷۵ پ. م با مردمان دریا جنگید. احتمالاً ترور شده‌است. | ۱۱۸۶–۱۱۵۵ پ. م |
|       | Usermaatre / Heqamaatre Setpenamun | رامسس چهارم  | پسر رامسس سوم. در طول سلطنت او، قدرت مصر شروع به افول کرد. | ۱۱۵۵–۱۱۴۹ پ. م |
|       | Usermaatre Sekheperenre            | رامسس پنجم   | پسر رامسس چهارم | ۱۱۴۹–۱۱۴۵ پ. م |
|       | Nebmaatre Meryamun                 | رامسس ششم    | پسر رامسس سوم. برادر رامسس چهارم. عموی رامسس پنجم. | ۱۱۴۵–۱۱۳۷ پ. م |
|       | Usermaatre Setpenre Meryamun       | رامسس هفتم   | پسر رامسس ششم. | ۱۱۳۷–۱۱۳۰ پ. م |
|       | Usermaatre Akhenamun               | رامسس هشتم   | یک فرعون مبهم، که تنها حدود یک سال سلطنت کرد. قابل شناسایی با شاهزاده ستی هرخوپشف. پسر رامسس سوم. برادر رامسس چهارم و رامسس ششم. عموی رامسس پنجم و رامسس هفتم. او تنها فرعون دودمان بیستم است که مقبره‌اش پیدا نشده‌است.              | ۱۱۳۰–۱۱۲۹ پ. م |
|       | Neferkare Setpenre                 | رامسس نهم    | احتمالاً نوه رامسس سوم از طریق پدرش، مونتوهرخوپشف. پسر عموی بزرگتر رامسس پنجم و رامسس هفتم. | ۱۱۲۹–۱۱۱۱ پ. م |
|       | Khepermaatre Setpenptah            | رامسس دهم    | یک فرعون با مستندات ضعیف، سلطنت او بین ۳ تا ۱۰ سال بود. منشأ او کاملاً نامشخص است. | ۱۱۱۱–۱۱۰۷ پ. م |
|       | Menmaatre Setpenptah               | رامسس یازدهم | احتمالاً پسر رامسس دهم است. در نیمه دوم سلطنت خود، کاهن اعظم آمون هریهور از تب بر جنوب حکومت کرد و قدرت وی به مصر شمالی محدود شد. اسمندس در شمال جانشین او شد.                                                                       | ۱۱۰۷–۱۰۷۷ پ. م |

## دوره سوم میانی

### دودمان بیست و یکم
دودمان بیست و یکم در تانیس مستقر بود و یک گروه نسبتاً ضعیف بود. از نظر تئوری، آنها حاکمان تمام مصر بودند، اما در عمل نفوذ آنها به مصر سفلی محدود شد. آنها از ۱۰۶۹ تا ۹۴۳ پیش از میلاد حکومت کردند.
| نام پادشاه                   | نام هوروسی          | تاریخ (پ. م) | آرامگاه                                              | مومیایی                     | شهبانو (یان)               |
| ---------------------------- | ------------------- | ------------ | ---------------------------------------------------- | --------------------------- | -------------------------- |
| اسمندس                       | هچ‌خپررع-ستن‌رع       | ۱۰۷۷ – ۱۰۵۱  | نامشخص                                               | ؟                           | تنت‌آمون                    |
| آمنم‌نیسو                     | نفرکارع-هغاواست     | ۱۰۵۱ – ۱۰۴۷  | نامشخص                                               |                             |                            |
| پینجم یکم (فرمانروای هم‌دوره) | خپرکارع-ستپن‌آمون    | ۱۰۶۲ – ۱۰۳۹  | دی‌بی۳۲۰                                              | سالم‌مانده در موزه قاهره     | هنوت‌تاوی ایستم‌خب تنت‌نابخنو |
| پسوسنس یکم                   | آخپررع-ستپن‌آمون     | ۱۰۴۷ – ۱۰۰۱  | دست‌نخورده و سالم ان‌آرتی۳، تانیس                      | تنها استخوان‌ها باقی‌مانده‌اند | موت‌نجمت وی‌عای              |
| آمنم‌اوپه                     | اوسرمعاترع-ستپن‌آمون | ۱۰۰۱ – ۹۹۲   | تانیس                                                | تنها استخوان‌ها باقی‌مانده‌اند | ؟                          |
| اوسورکون ارشد                | آخپررع-ستپن‌رع       | ۹۹۲ – ۹۸۶    | نامشخص                                               | ؟                           | ؟                          |
| سی‌آمون                       | نچرخپررع-مری‌آمون    | ۹۸۶ – ۹۶۷    | غارت‌شده تانیس، ان‌آرتی۴ سپس ان‌آرتی۳                   | تنها استخوان‌ها باقی‌مانده‌اند | ؟                          |
| پسوسنس دوم                   | تیت‌خپرورع-ستپن‌رع    | ۹۶۷ – ۹۴۳    | غارت‌شده تانیس، آرامگاه اصلی نامشخص، بعدها به ان‌آرتی۳ | تنها استخوان‌ها باقی‌مانده‌اند | ؟                          |

### کاهنان اعظم معبد آمون در تب
اگرچه رسماً فراعنه نبودند، اما کاهنان اعظم آمون در تبس، بالفعل فرمانروایان مصر علیا در طول دودمان بیست و یکم بودند و نام خود را در پاپیروس‌ها می‌نوشتند و در مقبره‌های سلطنتی دفن می‌شدند.

### دودمان بیست و دوم
فراعنه دودمان بیست و دوم لیبیایی بودند که از حدود ۹۴۳ تا ۷۲۸ پیش از میلاد حکومت کردند.

### دودمان بیست و سوم
دودمان بیست و سوم یک گروه محلی بود، که این گروه نیز اصالت لیبیایی داشتند، مستقر در هراکلئوپولیس و تبس که از ۸۳۷ تا ۷۳۵ پیش از میلاد حکومت کردند.

### دودمان بیست و چهارم
دودمان بیست و چهارم یک سلسله رقیب کوتاه مدت بود که در دلتای غربی (سائیس) واقع شده بود و تنها دو فرعون از سال ۷۳۲ تا ۷۲۰ پیش از میلاد حکومت کردند.

### دودمان بیست و پنجم
نوبی‌ها به ممفیس و مصر سفلی حمله کردند و تاج و تخت مصر را تحت فرمان بعنخی به دست گرفتند، اگرچه آنها قبلاً تبس و مصر علیا را در سال‌های اولیه سلطنت بعنخی تحت کنترل داشتند. بعنخی با فتح مصر سفلی، بیست و پنجم را تأسیس کرد که تا سال ۶۵۶ پیش از میلاد دوام داشت.

## دوران متاخر

### دودمان بیست و ششم
| نگاره | نام         | دوران          |
| ----- | ----------- | -------------- |
|       | نخو یکم     | ۶۷۲ – ۶۶۴ پ.م. |
|       | پسامتیک یکم | ۶۶۴ – ۶۱۰ پ.م. |
|       | نخو دوم     | ۶۱۰ – ۵۹۵ پ.م. |
|       | پسامتیک دوم | ۵۹۵ – ۵۸۹ پ.م. |
|       | آپریس       | ۵۸۹ – ۵۷۰ پ.م. |
|       | آماسیس دوم  | ۵۷۰ – ۵۲۶ پ.م. |
|       | پسامتیک سوم | ۵۲۶ – ۵۲۲ پ.م. |

### دودمان بیست و هفتم
| نگاره | نام               | دوران          |
| ----- | ----------------- | -------------- |
|       | کمبوجیه دوم       | ۵۲۵ – ۵۲۲ پ.م. |
|       | گئومات            | ۵۲۲ – ۵۲۱ پ.م. |
|       | داریوش یکم        | ۵۲۲ – ۴۸۶ پ.م. |
|       | خشایارشای یکم     | ۴۸۶ – ۴۶۵ پ.م. |
|       | اردوان از هیرکانی | ۴۶۵ – ۴۶۴ پ. م |
|       | اردشیر یکم        | ۴۶۵ – ۴۲۴ پ.م. |
|       | خشایارشای دوم     | ۴۲۴ – ۴۲۴ پ.م. |
|       | سغدیانه           | ۴۲۴ – ۴۲۳ پ.م. |
|       | داریوش دوم        | ۴۲۳ – ۴۰۴ پ.م. |

### دودمان بیست و هشتم
| نگاره                                   | نام | دوران                |
| --------------------------------------- | --- | -------------------- |
| آمیرتئوس / پسامتیک پنجم/ پسامتیکوس پنجم |     | ۴۰۴–۳۹۸ پیش از میلاد |

### دودمان بیست و نهم
| نگاره          | نام | دوران        |
| -------------- | --- | ------------ |
| نفارود اول     |     | ۳۹۸–۳۹۳ پ. م |
| پساموتس        |     | ۳۹۳ پ. م     |
| هاکور (آخوریس) |     | ۳۹۳–۳۸۰ پ. م |
| نفارود دوم     |     | ۳۸۰ پ. م     |

### دودمان سی و یکم
| نگاره | نام            | دوران          |
| ----- | -------------- | -------------- |
|       | نکتانبو یکم    | ۵۲۵ – ۵۲۲ پ.م. |
|       | تئوس           | ۵۲۲ – ۵۲۱ پ.م. |
|       | نکتانبو دوم    | ۵۲۲ – ۴۸۶ پ.م. |
| [[]]  | ۴۸۶ – ۴۶۵ پ.م. |                |
|       | اردشیر سوم     | ۴۶۵ – ۴۶۴ پ. م |
|       | اردشیر چهارم   | ۴۶۵ – ۴۲۴ پ.م. |
|       | داریوش سوم     | ۴۲۴ – ۴۲۴ پ.م. |